# لاندس‌میر
لاندس‌میر (به هلندی: Landsmeer) یک منطقهٔ مسکونی در هلند است که در هلند شمالی واقع شده‌است. لاندس‌میر −۱ متر بالاتر از سطح دریا واقع شده‌است.

## خواهرخوانده
شهرهای بگنوی‌اشتات و شاتنه-ملبری خواهرخوانده‌های لاندس‌میر هستند.